# Isas Stepz
Isas Stepz er en tv-serie, der vises på DR Ramasjang og DR1.
Serien handler om en teenager, som hedder Isabella, der spilles af Malene Rasmussen.
Isabella bliver bare kaldt Isa og har mange venner på sin danseskole. Der sker mange teenagerproblemer for Isabella. Der er i alt lavet 47 afsnit af Isas Stepz, som strækker sig ud over 3 sæsoner. Hvert afsnit af Isas Stepz varer 15 min.

## Medvirkende
| Skuespiller       | Rolle             |
| ----------------- | ----------------- |
| Malene Rasmussen  | Isabella Zwimmel  |
| Rebecca Schønberg | Ronja             |
| Gabriel Utke Acs  | Zac Jakobsen      |
| Rasmus Botoft     | Christian Zwimmel |
| Finn Nielsen      | Elliot Zwimmel    |
| Suad Demirovic    | Lucas             |
| Mads Lindgreen    | Marco             |
| Johanna Juulkoné  | Viva              |
| Alberte Hundhal   | Juliana           |
| Joshua Berman     | Georg             |
| Julie Ølgaard     | Sif               |